# Ptychohyla legleri
Ptychohyla legleri és una espècie de granota que es troba a Costa Rica i Panamà.
Està amenaçada d'extinció per la pèrdua del seu hàbitat natural.